# Institut Saint-Dominique de Spire

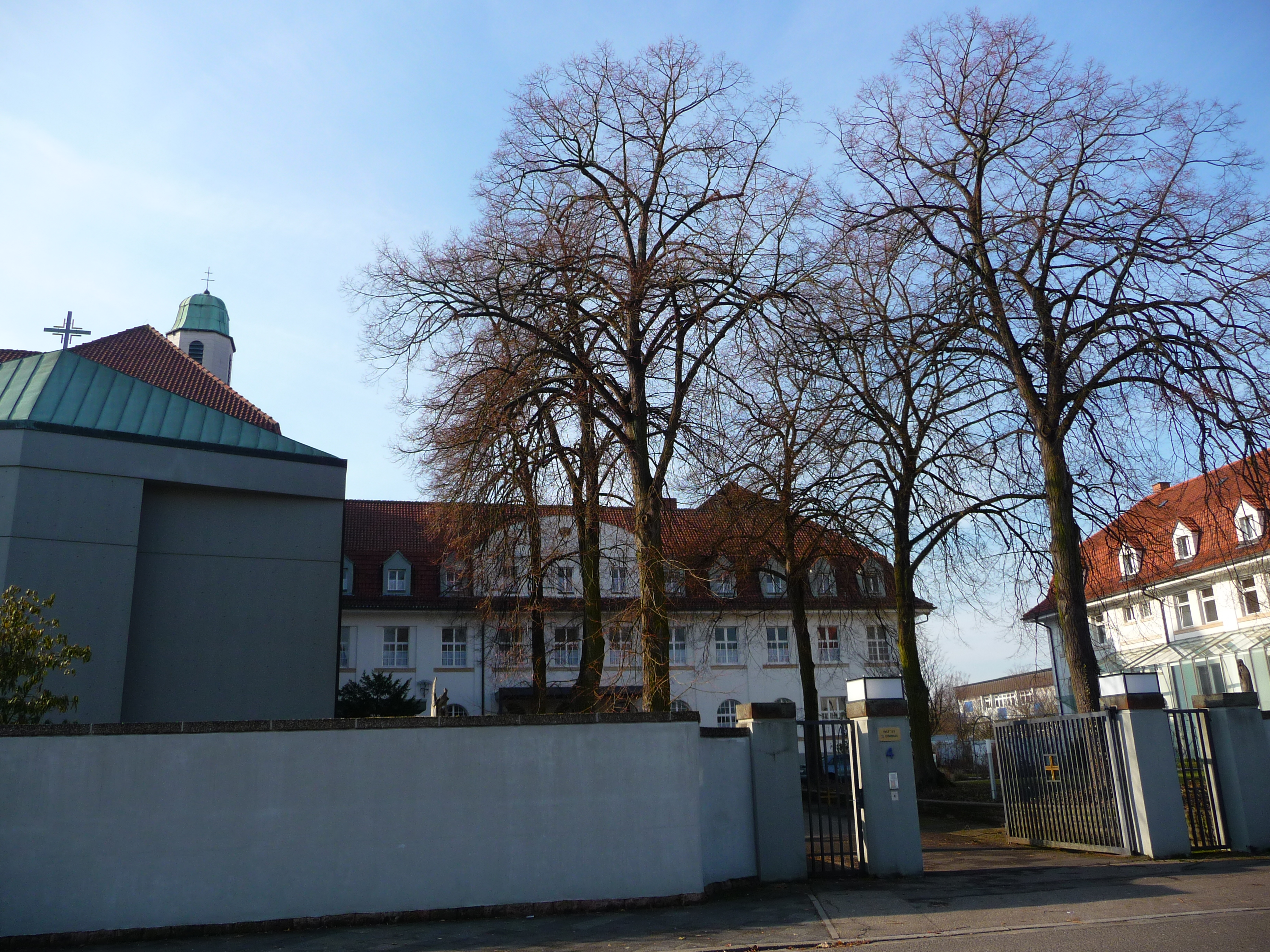
Maison-Mère de la congrégation à Spire

L’institut Saint-Dominique de Spire, autrefois Pauvres sœurs enseignantes de Saint Dominique, est une congrégation religieuse catholique féminine vouée à l'enseignement. Cette congrégation de droit diocésain a été fondée à Spire en Allemagne en 1852.

## Historique

### Premières années
Après la sécularisation des biens de l’Église au début du XIXe siècle et le démantèlement de l’évêché de Spire, l’enseignement des enfants dans le Palatinat est presque totalement mis à bas. Bernhard Mangel, prêtre diocésain et curé de Rheinzabem, se préoccupe de l’état moral et de l’instruction des fillettes et des jeunes filles de sa paroisse. Il fait une demande auprès du roi Louis Ier de Bavière en 1838 pour accueillir dans ce but des religieuses enseignantes bavaroises, ou pour fonder un institut à Spire. Il est renvoyé vers le chanoine Nikolaus Weis (1796-1869), futur évêque de Spire en 1842, qui venait de fonder un couvent de religieuses dominicaines (le couvent Sainte-Madeleine de Spire). Mais il faut attendre 1852 pour qu’une congrégation enseignante soit mise sur pied, celle des [« Pauvres Sœurs enseignantes de Saint Dominique ». Entretemps Mgr Weis ouvre de nombreuses écoles catholiques dans son diocèse. Les nouvelles religieuses sont affiliées en tant que tertiaires au couvent Sainte-Madeleine, avec l’appui de la prieure, Mère Mathilde Königsberger. Les dix premières religieuses passent leurs examens d’institutrices d’État en 1854 et se répartissent dans quatre écoles des environs, ainsi que dans des écoles communales d’État. Le chanoine Peter Köstler (1805-1870), fameux pédagogue, est choisi de 1854 à sa mort, comme premier supérieur.
Le couvent Sainte-Madeleine est bientôt trop petit pour la croissance de l’école de Spire et pour les autres écoles de la région tenues par les tertiaires. Une aile indépendante est construite en 1887 et la Maison-Mère de la congrégation déménage en 1910 dans un autre bâtiment de la Vinzentiusstraße. La congrégation est officiellement agrégée à l’ordre des frères prêcheurs en 1893 et présente ses nouvelles constitutions à l’évêque de Spire, Mgr von Ehrler. L’année suivante, elles sont déclarées indépendantes du couvent Sainte-Madeleine.

### Croissance
Les religieuses atteignent la centaine en 1897. En 1937, elles sont dix fois plus: 1 018 religieuses réparties dans cent-trois maisons. Leur apostolat se diversifie, en plus des écoles primaires, ou des écoles secondaires pour jeunes filles, elles ouvrent des écoles professionnelles, des jardins d'enfants, des maisons de santé, des maisons de soin, des orphelinats, etc.
Elles essaiment aux États-Unis à partir de 1925, se chargeant d'abord de l'administration d'un séminaire du Montana. Aujourd'hui elles sont actives dans l'État de Washington, avec des maisons de santé, des écoles paroissiales et des foyers. La province américaine (indépendante en 1950) forme sa propre congrégation en 1986, sous le nom de « Sœurs dominicaines de Spokane ».
Pendant la Première Guerre mondiale, les religieuses ouvrent également des classes pour garçons, car beaucoup d'instituteurs sont au front, et nombre d'entre elles travaillent dans des infirmeries ou des hôpitaux militaires.

### Épreuves et reconstruction
Du temps du Troisième Reich, la plupart des religieuses sont chassées de leurs jardins d'enfants ou de leurs écoles, notamment par les lois de 1937. Certains établissements scolaires près des frontières se replient en Franconie ou en Thuringe, tandis que d'autres dans le Palatinat sont endommagés ou détruits par les bombardements aériens.
Après la guerre, elles n'ont plus que quelques écoles qu'il faut reconstruire, mais les besoins sont urgents. Elles fondent une école à Sarrebruck en 1950. Une maison de formation de jardinières d'enfants est ouverte à Landstuhl avec un foyer et un Realgymnasium. Elles construisent le lycée Nikolaus-von-Weis à Spire. En 1957, elles ouvrent une mission au Ghana. La congrégation atteint le maximum de son recrutement au début des années 1960.

## Aujourd'hui
La crise post-conciliaire et les changements de mœurs familiaux des années 1970-1980 frappent durement la congrégation qui compte désormais environ 300 religieuses. Elles changent de nom en 1972 devenant « Institut Saint Dominique » (Institut St. Dominikus).
En 2003, pour affermir leur position, elles créent la fondation Saint Dominique de Spire (St. Dominikus Stiffung Speyer) qui regroupe la propriété des établissements existants: sept écoles, une maison de santé, un foyer pour l'enfance, un hospice, un hôpital avec soins palliatifs, et un village d'enfants. Elle est sous la tutelle de la supérieure générale actuelle, Sœur Gertrud Dahl.

### Écoles
Le siège est à Saint-Ingbert.
- Albertus-Magnus-Realschule (Saint-Ingbert)
- Albertus-Magnus-Gymnasium (Saint-Ingbert)
- Edith-Stein-Realschule (Spire)
- Edith-Stein-Gymnasium (Spire)
- Nikolaus-von-Weis-Hauptschule (Spire)
- Nikolaus-von-Weis-Gymnasium (Spire)
- St. Katharina-Realschule (Landstuhl)

### Santé et aide sociale
Le siège est à Ludwigshafen
- St. Marien- und St. Annastiftskrankenhaus (Ludwigshafen)
- Kinderheim St. Annastift (Ludwwigshafen)
- Kinder- und Jugenddorf Maria Regina (siège)
- Hospiz Elias (Ludwigshafen)
- Ambulanter Hospiz- und Palliativberatungdienst (Ludwigshafen)

## Source
- (de) Cet article est partiellement ou en totalité issu de l’article de Wikipédia en allemand intitulé « Arme Schulschwestern vom hl. Dominikus » (voir la liste des auteurs).